# Új Világ Néppárt
Az Új Világ Néppárt (rövidítve ÚVNP) egy 2020 ősze és 2022 májusa közt létezett magyar párt volt. Magukat a jobbközéptől balközépig nyitott, pragmatikus polgári pártként határozták meg.

## Története
Az Új Világ Néppártot 2020. október 15-én indította útjára a párt első megválasztott elnöksége: Dr. Pálinkás József, a párt elnöke, Dr. Ábrahám Júlia, alelnök; Lantos Gabriella, Fekete László és Dr. Stelli-Kis Sándor elnökségi tagok. A politikai spektrumon belül a jobbközéptől balközépig tartó területen helyezte el magát. Az ÚVNP alapvetően nemzeti szabadelvű hagyományokat követő, konzervatív elveket is magáénak valló, modern, pragmatikus polgári párt kívánt lenni.
A párt fontosnak tartotta a nők jelenlétét a politikában, illetve támogatja a politika nőiesebbé válását, mivel a nők új nézőpontot és stílust hoznak a politikai térbe. A tudásalapú társadalmat tartják a gazdasági fejlődés alapkövének, ezen belül is a tudás folyamatos megújulási képességét. Ezért a tanulás alapvető reformjára és az innovációs képességek meghatványozására törekedtek, melynek részét képezné a gyermekek kritikus gondolkodásra nevelése. Véleményük szerint a kormányzóképesség kulcsa a tudás és a szakértői politizálás. Ezt tartották a siker garanciájának. Egyik fő céljuk a magyarországi politikai kultúra megújítása, a háborús retorikával megosztott társadalom újraegyesítése volt. Szerették volna továbbá kiszélesíteni a középosztályt és javítani az emberek életminőségét. Ezáltal növekedhetett volna a jólét és létrejöhetett volna egy egészséges, boldog társadalom. Fontosnak tartották az olyan alapvető értékeket, mint a tisztességes verseny vagy a fenntartható fejlődés. Programjukban kialakítottak egy tervet az egészségbiztosítási rendszer reformjára is. Elengedhetetlennek érezték egy erős civil szektor jelenlétét is, amely képes az állammal együttműködve abban segíteni, hogy a fejlődés közben senkit se hagyjon az ország hátra. Egyszerre tartották lényeges tényezőnek a nemzeti szuverenitást és az európai integrációt, emellett a határon túli magyar közösségek autonómiája és a velük való kapcsolatok ápolása is alapját képezte programjuknak.
A tisztességet és az erkölcsi tartást fontos alappillérévé szerették volna tenni a politikájuknak. Ezeket az elveket az Etikai Kódexükben lefektették, és ezt a dokumentumot kötelezőnek tekintették minden jelenlegi és jövőbeni tagjukra nézve. A párt úgy gondolta, a politikusoknak „szigorúbb etikai követelményeknek és magasabb morális elvárásoknak kell megfelelniük, mint amit a jogszabályok a jogkövetés minimumaként meghatároznak”, mert szerintük az erkölcsös politizálás és a politikai kultúra megújítása ezt követeli meg. Vallották, hogy a személyes és pártérdekek elé kell helyezni a nemzet érdekét és a politikát nem üzletnek, hanem szolgálatnak kell tekinteni, illetve hogy a hatalom nem célja, hanem eszköze kell legyen a politizálásnak. Fontosnak tartották a nyilvánosságot és az átláthatóság szükségességét, illetve a kulturált kommunikációt és a gyűlöletbeszéd tilalmát.
Az Új Világ Néppárt 2021. május 21-én megállapodott az előválasztást tartó hat párttal, és jelöltállítási joggal részt vesz a 2021-es magyarországi ellenzéki előválasztáson. A párt június 4-én 18, június 17-én újabb 8 jelölt indítását jelentette be. Pálinkás Józsefnek nem sikerült összeszednie a 20 000 támogatói aláírást, ezért nem tudott miniszterelnök-jelöltként elindulni az előválasztáson. A párt elnöksége az ellenzéki előválasztást követően lemondott, ezért a párt közgyűlése 2021. október 28-án  új vezetőséget választott:  Dr. Pálinkás József, a párt elnöke, Visi Piroska, alelnök,   Bánfalvi Győző, Fekete László és  Szent-Iványi István  az új elnökség tagjai. A Fidesz által nagy fölénnyel megnyert  2022-es országgyűlési választás után tartott éves közgyűlésén jogutód nélküli feloszlásáról döntött.

## Szervezeti felépítése

### Elnökség
2021. október 28-tól:
- Dr. Pálinkás József, elnök. Politikus, akadémikus, kutató, 2001–2002 között az első Orbán-kormány oktatási minisztere, az MTA elnöke 2008 és 2014 között, illetve a harmadik Orbán-kormány Nemzeti Kutatási, Fejlesztési és Innovációs Hivatalának elnöke 2015–2018 között[11][12]
- Visi Piroska, alelnök
- Bánfalvi Győző
- Fekete László, elnökségi tag – korábbi vállalatvezető[13]
- Szent-Iványi István, külpolitikai szakértő

### További tagok
- Szent-Iványi István, külpolitikai szakértő
- Dr. Radnai Ferenc, vegyész, ügyvezető
- P. Horváth Tamás, író
- Reichert János, publicista
- Soós Károly, kisebbségi és nemzetpolitikai szakértő
- Szládek István, vállalkozó
- Borsi Endre, politológus
- Koczka Tibor, kommunikációs igazgató, független képviselő a szombathelyi közgyűlésben

## Tevékenysége
- A párt szervezésében 2021. április 1-jén a Covid19 magyarországi halálos áldozatai emlékére a Margit-szigeten több mint 20 000 kavicsot helyeztek el a futópálya mentén, amelyekre egy sorszámot és egy életkort írtak, a kormány hivatalos halálozási adatai alapján,[14] amit augusztus végén a sziget belsejébe, a virágoskertbe telepítettek át.[15] Az ideiglenes emlékhely köveiből egy fémvázas konstrukciót terveztek alkotni.[16]